# صنعة (حفاش)
صنعة هي إحدى قرى عزلة بني أسعد بمديرية حفاش التابعة لمحافظة المحويت، بلغ تعداد سكانها 260 نسمة حسب تعداد اليمن لعام 2004.